# Phyllonorycter engelhardiae
Phyllonorycter engelhardiae là một loài bướm đêm thuộc họ Gracillariidae. Nó được tìm thấy ở Nepal.
Sải cánh dài khoảng 6 mm.
Ấu trùng ăn Engelhardia spicata. Chúng ăn lá nơi chúng làm tổ.